# Вербицкий, Михаил Константинович
Михаи́л Константи́нович Верби́цкий (20 мая (2 июня) 1917 — 4 марта 1944) — советский лётчик разведывательной авиации ВВС ВМФ во время Великой Отечественной войны, Герой Советского Союза (22.01.1944). Капитан (2.03.1943).

## Биография
Родился 20 мая (2 июня) 1917 года на станции Уваровка ныне Можайского района Московской области в семье крестьянина. Детство и юность провёл в деревне Серково ныне Даниловского района Ярославской области. Окончил восьмилетнюю школу, потом — школу фабрично-заводского обучения «Красный металлист» в Рузе. Работал слесарем-инструментальщиком на заводе «Авиаприбор» в Москве. Одновременно обучался в Тушинской школе инструкторов-парашютистов.
В августе 1935 года по комсомольской путёвке призван в ВМФ СССР. В 1937 году окончил Военно-морское авиационное училище имени И. В. Сталина в Ейске. С ноября 1937 года служил младшим лётчиком и старшим лётчиком в 57-м скоростном бомбардировочном авиационном полку ВМФ на Краснознамённом Балтийском флоте. Участник советско-финляндской войны 1939—1940 годов. Совершил 37 боевых вылетов на разведку и бомбардировку.
В ноябре 1940 года переведён старшим лётчиком в 73-й бомбардировочный авиационный полк ВВС Балтийского флота, вскоре стал там командиром звена.
С началом Великой Отечественной войны на фронте в составе этого полка. В ходе боевых действий на Балтике с июня по октябрь 1941 года выполнил 46 боевых вылетов, участвовал в Прибалтийской оборонительной операции и в обороне Ханко. По данным наградного листа, в эти месяцы им в Рижском заливе потоплен транспорт водоизмещением 12000 тонн с имуществом и боеприпасами, в августе 1941 года в районе Ханко потоплен эсминец и повреждён финский броненосец береговой обороны. 
В октября 1941 — марте 1942 года находился в тылу, будучи командиром звена в Военно-морском авиационном училище имени И. В. Сталина. С марта 1942 года воевал командиром звена 28-го бомбардировочного полка авиационной группы Ставки Верховного Главнокомандования на Волховском и Карельском фронтах, участвуя в битве за Ленинград а в июне 1942 года передана в ВВС Северного флота. В ноябре 1942 года был переведён командиром звена в 28-ю отдельную дальнеразведывательную авиационную эскадрилью ВВС СФ, а в марте 1943 года — командиром звена 118-го разведывательного авиационного полка ВВС Северного флота. 
27 декабря 1942 года капитан Вербицкий вместе со штурманом Селезнёвым П. И. первым на Северном флоте произвел успешную разведку военно-морской базы противника в Альтен-фьорде (Северная Норвегия)  на расстоянии 420 км от своего аэродрома. Там обнаружил стоянку линкора «Тирпиц», двух крейсеров, трёх эсминцев и других боевых кораблей. В дальнейшем в сложных метеоусловиях совершил еще 10 успешных вылетов в Альтен-фьорд, установил систематическое наблюдение за кораблями в нём. 
В сентябре 1943 года за совершение 261 боевого вылета был представлен к присвоению звания Героя Советского Союза, но это представление не было реализовано.
Командир звена 118-го отдельного разведывательного авиаполка ВВС Северного флота капитан Михаил Вербицкий к началу декабрю 1943 года совершил 267 боевых вылетов, обнаружив и сфотографировав в море более 300 транспортов и боевых кораблей охранения. Уничтожил 21 самолёт, 13 танков, потопил эсминец и транспорт врага.
Указом Президиума Верховного Совета СССР «О присвоении звания Героя Советского Союза офицерскому составу Военно-Морского флота» от 22 января 1944 года за «образцовое выполнение боевых заданий командования на фронте борьбы с немецкими захватчиками и проявленные при этом отвагу и геройство» капитану Михаилу Константиновичу Вербицкому присвоено звание Героя Советского Союза с вручением ордена Ленина и медали «Золотая Звезда» (№ 2890).
В январе 1944 года повышен в должности до командира эскадрильи. 4 марта 1944 года самолёт М. К. Вербицкого не вернулся из боевого вылета в Баренцево море к берегам Норвегии.
К моменту гибели на его счету было 273 боевых вылета.

## Награды
- медаль «Золотая Звезда» Героя Советского Союза (22.01.1944)
- орден Ленина (22.01.1944)
- три ордена Красного Знамени (22.09.1942; 26.03.1943; 3.09.1943)

## Память
- Приказом министра обороны СССР навечно зачислен в списки 1-й эскадрильи Киркенесского Краснознамённого отдельного противолодочного полка дальнего действия ВВС Северного флота в 1964 году.
- Бюст М. К. Вербицкого, в числе 53-х лётчиков-североморцев, удостоенных звания Героя Советского Союза, установлен в 1968 году в посёлке Сафоново Мурманской области на Аллее Героев недалеко от музея ВВС СФ.
- Бюст героя установлен на Аллее героев-авиаторов, открытой 14 августа 1982 года на улице Панина в посёлке Сафоново-1 ЗАТО, город Североморск Мурманской области (скульптор Э. И. Китайчук; архитектор В. В. Алексеев).
- Фамилия Героя выбита на каменных плитах мемориала в числе 898 фамилий тех, чьих могил нет на земле, — в память лётчиков, штурманов, стрелков-радистов ВВС Краснознамённого Северного флота, погибших в море в 1941—1945 годах, открытого 17 августа 1986 года на берегу Кольского залива в посёлке Сафоново (скульптор Э. И. Китайчук, архитектор В. В. Алексеев).
- Мемориальная доска в часть Героя Советского Союза М. К. Вербицкого установлена в городе Рузе на доме № 4 в Интернациональном переулке.
- В посёлке Уваровка Московской области и посёлке Сафоново Мурманской области его именем названы улицы.
- В честь лётчика названо одноимённое судно БМРТ «Михаил Вербицкий» (1980).